# Młyniska, Hạt Myślibórz
Młyniska [mwɨˈniska] (trước đây là Mühlenfünftel của Đức) là một ngôi làng thuộc quận hành chính của Gmina Dębno, thuộc quận Myślibórz, Tây Pomeranian Voivodeship, ở phía tây bắc Ba Lan. Nó nằm khoảng 11 kilômét (7 mi) phía nam Dębno, 35 km (22 mi) phía nam Myślibórz và 87 km (54 mi) phía nam thủ đô khu vực Szczecin.
Trước năm 1945, khu vực này là một phần của Đức. Đối với lịch sử của khu vực, xem Lịch sử của Pomerania.
Làng có dân số 118 người.